# Панагюрски говор
Панагюрският говор е български диалект, представител на балканските говори. Говори се предимно в Панагюрище, както и в някои от околните му села.

## Характеристики
- Ерова гласна под ударение се изговаря като ъ, а в неударена позиция като ạ (полуредуцирано а): мъш—мạжъ̀
- Наличие на твърди съгласни вместо меки: мòлъ (моля), чỳдъ сạ (чудя се).
- Специфичен гърлен изговор на еровата гласна в някои думи (ъ̥) – лъжъ̥̀, лозъ̥̀тъ
- Застъпник на стб. ѫ и ъ е винаги ерова гласна: гъ̀ба, бъ̀чва.
- Групите ър/ръ и ъл/лъ се изговарят винаги с ерова гласна пред съгласната: къ̀рчма (кръчма), кạрфтà (кръвта), съ̀лнце (слънце), сạлзлѝф (сълзлив)
- Изговор на стб. ю като и: лѝде (люде), клич (ключ).
- Членна форма за мъжки род единствено число само ерова гласна: стàрецạ (старецът), брегъ̀ (брегът).